# Half of My Heart
"Half of My Heart" là bài hát của ca sĩ-nhạc sĩ sáng tác ca khúc người Mỹ John Mayer hợp tác với ca sĩ nhạc pop đồng quê người Mỹ Taylor Swift. Đây là đĩa đơn thứ ba từ album năm 2009 của Mayer, Battle Studies.

## Bảng xếp hạng

### Bảng xếp hạng hàng tuần
| Bảng xếp hạng (2009–2010)             | Vị trí cao nhất |
| ------------------------------------- | --------------- |
| Úc (ARIA)                             | 71              |
| Canada (Canadian Hot 100)             | 53              |
| Hà Lan (Dutch Top 40)                 | 15              |
| Hà Lan (Single Top 100)               | 40              |
| Hoa Kỳ Billboard Hot 100              | 25              |
| Hoa Kỳ Adult Contemporary (Billboard) | 7               |
| Hoa Kỳ Adult Pop Airplay (Billboard)  | 2               |
| Hoa Kỳ Pop Airplay (Billboard)        | 22              |
| Hoa Kỳ Hot Rock Songs (Billboard)     | 44              |

### Bảng xếp hạng cuối năm
| Bảng xếp hạng (2010)                  | Vị trí |
| ------------------------------------- | ------ |
| Hà Lan (Dutch Top 40)                 | 74     |
| Hoa Kỳ Adult Contemporary (Billboard) | 16     |
| Hoa Kỳ Adult Top 40 (Billboard)       | 14     |

## Chứng nhận
| Quốc gia                                                    | Chứng nhận | Số đơn vị/doanh số chứng nhận |
| ----------------------------------------------------------- | ---------- | ----------------------------- |
| Úc (ARIA)                                                   | Vàng       | 35.000‡                       |
| Đan Mạch (IFPI Đan Mạch)                                    | Vàng       | 45.000‡                       |
| Hoa Kỳ (RIAA)                                               | Bạch kim   | 1.000.000‡                    |
| ‡ Chứng nhận dựa theo doanh số tiêu thụ và phát trực tuyến. |            |                               |